# 니시모토 리미

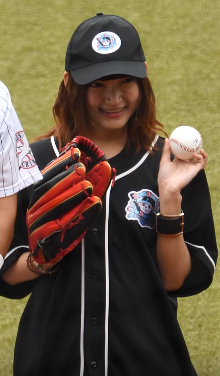
니시모토 리미

니시모토 리미(일본어: 西本 りみ, 1994년 10월 25일 ~ )는 일본의 여성 성우. 히비키 소속. 애칭은 리미링이랑 오리미상. 효고현 출신.

## 출연 작품

### 애니메이션

#### TVA
- 2016년
  - 럭 앤 로직 - 소노사키 운네
- 2017년
  - BanG Dream! - 우시고메 리미
  - 히나로지 ~from luck & logic~ - 아모르
- 2018년
  - 퓨처 카드 신 버디파이트 - 미카도 하루
  - BanG Dream! 걸파☆피코 - 우시고메 리미
- 2019년
  - BanG Dream 2nd Season - 우시고메 리미
  - 버뮤다 트라이앵글 ~컬러풀 파스토랄레~ - 아네슈카
- 2020년
  - BanG Dream 3rd Season - 우시고메 리미
  - Re버스 - 와카미야 치하루
  - 어설트 릴리 BOUQUET - 후타가와 후미
- 2021년
  - 어설트 릴리 후르츠 - 후타가와 후미
  - D_CIDE TRAUMEREI THE ANIMATION - 마에시마 토모미
  - 진화의 열매 ~모르는 사이 성공한 인생~ - 루루네

#### 극장 애니메이션
- 2019년
  - BanG Dream! FILM LIVE - 우시고메 리미
- 2021년
  - BanG Dream! Episode of Roselia Ⅰ : 약속 - 우시고메 리미
  - BanG Dream! Episode of Roselia Ⅱ : Song I am. - 우시고메 리미
  - BanG Dream! FILM LIVE 2nd Stage - 우시고메 리미
- 2022년
  - BanG Dream! 포핀드림! -  우시고메 리미

### 게임
- 트리플 몬스터즈 - 에샤
- 뱅드림! 걸즈 밴드 파티! - 우시고메 리미
- 환수공주(幻獣姫) - 플로라
- 히메가미 에마키 - 스나카케와라시(砂かけ童子)
- 케모미미 메로메로 레시피 - 슈슈
- 어설트 릴리 Last Bullet - 후타가와 후미
- 벽람항로 - 베저

### 연극
- 나를 먹어라 - 로메로
- 어설트 릴리 X 사립 루도비코 여학원 - 이치노미야 미카엘라 히마리
- 초등교육 로얄 - 하시모토상
- 23구 여자-Survive- - 치요다구
- 어설트 릴리 League of Gardens - 후타가와 후미

### 영화
- 23구 여자-FINAL- - 치요다구